# Crazy Nights
Crazy Nights (с англ. — «Безумные Ночи») — четырнадцатый студийный альбом американской хард-рок-группы Kiss, вышедший в 1987 году.

## Об альбоме
Это четвёртый подряд альбом Kiss, ставший платиновым (18 февраля 1988 года было продан 1 000 000 копий альбома). Диск достиг 18-го места в американском чарте Билборд — самая высокая позиция в чартах среди всех альбомов Kiss 1980-х годов.
«Crazy Crazy Nights» и «Reason to Live» исполнялись вживую вплоть до смерти Эрика Карра в 1991-м. «Crazy Crazy Nights» вернулась в сет лист в 2010-м году, в туре Sonic Boom Over Europe.

## Синглы
Песни «Crazy, Crazy Nights», «Reason to Live» и «Turn On the Night» были выпущены как синглы. У всех песен есть клипы, которые получили ротацию на MTV, и были также включены в «Crazy Nights Home Video».

## Список композиций
| №                   | Название                                                                                | Автор(ы)                       | Основной вокал      | Длительность |
| ------------------- | --------------------------------------------------------------------------------------- | ------------------------------ | ------------------- | ------------ |
| 1.                  | «Crazy Crazy Nights» (с англ. — «Безумные Безумные Ночи»)                               | Пол Стэнли, Адам Митчелл       | Стэнли              | 3:47         |
| 2.                  | «I'll Fight Hell to Hold You» (с англ. — «Я Буду Бороться с Адом, чтобы Удержать Тебя») | Стэнли, Митчелл, Брюс Кулик    | Стэнли              | 4:10         |
| 3.                  | «Bang Bang You» (с англ. — «Бах-Бах Тебя»)                                              | Стэнли, Дезмонд Чайлд          | Стэнли              | 3:53         |
| 4.                  | «No, No, No» (с англ. — «Нет, Нет, Нет»)                                                | Джин Симмонс, Кулик, Эрик Карр | Симмонс             | 4:19         |
| 5.                  | «Hell or High Water» (с англ. — «Любой Ценой»)                                          | Симмонс, Кулик                 | Симмонс             | 3:28         |
| 6.                  | «My Way» (с англ. — «Мой Путь»)                                                         | Стэнли, Чайлд, Брюс Тургон     | Стэнли              | 3:58         |
| Общая длительность: | Общая длительность:                                                                     | Общая длительность:            | Общая длительность: | 23:35        |

| №                   | Название                                                          | Автор(ы)                                | Основной вокал      | Длительность |
| ------------------- | ----------------------------------------------------------------- | --------------------------------------- | ------------------- | ------------ |
| 7.                  | «When Your Walls Come Down» (с англ. — «Когда Твои Стены Рухнут») | Стэнли, Митчелл, Кулик                  | Стэнли              | 3:25         |
| 8.                  | «Reason to Live» (с англ. — «Причина, Чтобы Жить»)                | Стэнли, Чайлд                           | Стэнли              | 4:00         |
| 9.                  | «Good Girl Gone Bad» (с англ. — «Хорошая Девушка Стала Плохой»)   | Симмонс, Дэвитт Сигерсон, Питер Диггинс | Симмонс             | 4:35         |
| 10.                 | «Turn On the Night» (с англ. — «Включи Ночь»)                     | Стэнли, Дайан Уоррен                    | Стэнли              | 3:18         |
| 11.                 | «Thief in the Night» (с англ. — «Вор в Ночи»)                     | Симмонс, Митч Вайсман                   | Симмонс             | 4:07         |
| Общая длительность: | Общая длительность:                                               | Общая длительность:                     | Общая длительность: | 19:25        |

## Участники записи
- Пол Стэнли — ритм-гитара, вокал, клавишные
- Джин Симмонс — бас-гитара, вокал
- Брюс Кулик — соло-гитара, бэк-вокал, бас на "Hell or High Water", ритм-гитара на "No, No, No" [8]
- Эрик Карр — ударные, перкуссия, бэк-вокал

приглашёные музыканты
- Фил Эшли — клавишные
- Том Келли — бэк-вокал

## Чарты
| Год  | Чарт              | Позиция |
| ---- | ----------------- | ------- |
| 1987 | The Billboard 200 | 18      |
| 1987 | UK Albums Chart   | 4       |

| Год  | Чарт              | Сингл                | Позиция |
| ---- | ----------------- | -------------------- | ------- |
| 1987 | Mainstream Rock   | «Crazy Crazy Nights» | 37      |
| 1987 | Billboard Hot 100 | «Crazy Crazy Nights» | 65      |
| 1987 | Mainstream Rock   | «Reason to Live»     | 34      |
| 1988 | Billboard Hot 100 | «Reason to Live»     | 64      |

| Год  | Чарт             | Сингл                | Позиция |
| ---- | ---------------- | -------------------- | ------- |
| 1987 | UK Singles Chart | «Crazy Crazy Nights» | 4       |
| 1987 | UK Singles Chart | «Reason to Live»     | 33      |

## Сертификации
| Дата             | Обозначение | Всего продано |
| ---------------- | ----------- | ------------- |
| 17 ноября, 1987  | Золотой     | 500,000       |
| 18 февраля, 1988 | Платиновый  | 1,000,000     |

| Дата              | Обозначение | Всего продано |
| ----------------- | ----------- | ------------- |
| 30 сентября, 1987 | Золотой     | 50,000        |
| 18 ноября, 1987   | Платиновый  | 100,000       |